# Royaume-Uni au Concours Eurovision de la chanson 1970
Le Royaume-Uni a participé au Concours Eurovision de la chanson 1970 à Amsterdam, aux Pays-Bas. C'est la 13e participation du Royaume-Uni au Concours Eurovision de la chanson.
La chanson Knock, Knock Who's There? chantée par Mary Hopkin a été sélectionnée lors d'une finale nationale, dans l’émission A Song for Europe organisée par la BBC.

## A Song for Europe 1970
La finale a eu lieu le 7 mars 1970 et présenté par Michael Aspel.

### Finale
- Diffusé sur BBC Television 7 mars 1970

| Artiste                                          | Chanson                             | Place | Points* |
| ------------------------------------------------ | ----------------------------------- | ----- | ------- |
| Mary Hopkin                                      | "Three Ships"                       | 3     | 60,330  |
| Mary Hopkin                                      | "Early in the Morning of Your Life" | 6     | 15,090  |
| Mary Hopkin                                      | "I'm Gonna Fall in Love Again"      | 2     | 74,670  |
| Mary Hopkin                                      | "You've Everything You Need"        | 5     | 39,360  |
| Mary Hopkin                                      | "Can I Believe"                     | 4     | 42,160  |
| Mary Hopkin                                      | "Knock, Knock Who's There?"         | 1     | 120,290 |
| Le tableau suit l'ordre de passage des chansons. |                                     |       |         |
| *Les points ont été seulement annoncés arrondis. |                                     |       |         |

Knock, Knock Who's There? a remporté la finale nationale et a terminé deuxième du concours.

## À l'Eurovision
Le Royaume-Uni était le 7e pays lors de la soirée du concours, après la France est avant le Luxembourg. À l'issue du vote, le Royaume-Uni a reçu 26 points, se classant 2e sur 12 pays. Il faudrait attendre jusqu'en 1978 pour que le Royaume-Uni ne termine pas dans la première moitié du tableau.

### Points attribués au Royaume-Uni
| 10 points | 9 points                           | 8 points             | 7 points                                | 6 points |
| --------- | ---------------------------------- | -------------------- | --------------------------------------- | -------- |
|           |                                    |                      |                                         |          |
| 5 points  | 4 points                           | 3 points             | 2 points                                | 1 point  |
|           | - Yougoslavie - Monaco - Allemagne | - Pays-Bas - Irlande | - Suisse - Italie - France - Luxembourg |          |

### Points attribués par le Royaume-Uni
| 4 points | Yougoslavie Irlande |
| 1 points | Pays-Bas Suisse     |